# Mikko Innanen
Mikko Innanen (Tampere, 8 de setembro de 1982) é um futebolista finlandês que já atuou no TPV, e no FC Haka.